# Huntly Castle

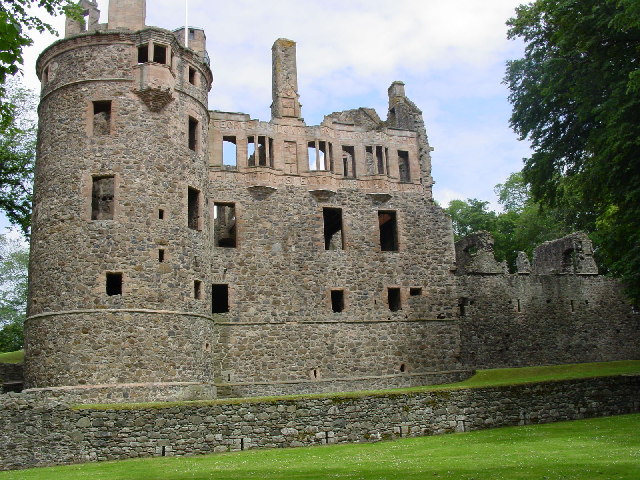
Huntly Castle

Huntly Castle är en slottsruin i staden Huntly, Aberdeenshire, Skottland.
Slottet är placerat där floderna Bogie och Deveron möts och är känt för sina heraldiska skulpturer och sina steninskriptioner. Det var ett fäste för klanen Gordon, som har haft ett stort inflytande i den skotska historien. Slottet har utvecklats från en normandisk fästning från 1100-talet till ett ståtlig slott, och efter jakobitupproret till den ruin man kan se idag. 

## Historia
Earlen av Fife byggde på 1100-talet den tidigare fästningen, då kallad Peel av Strathbogie, och spår av denna byggnad kan ses idag som en rund gräsplatå bredvid den nuvarande byggnaden. När familjen valde fel sida i slaget vid Bannockburn beslagtog Robert Bruce marken. 1320 gav han land och titel till en lojal anhängare, Sir Adam Gordon de Huntly.  Runt 1445 blev Alexander 2nd Lord Gordon, Earl av Huntly och slottet bytte namn till sitt nuvarande. 1453 brändes slottet ner av Archibald Douglas, men byggdes upp igen. George Gordon, 4:e Earlen av Huntly, även känd som "Cock of the North" gjorde sedan ännu en stor ombyggnad av slottet på 1500-talet och ytterligare tillbyggnader skedde på 1600-talet. Efter Jakobitupproret övergavs slottet. Det var dock fortfarande i klanen Gordons ägo fram till 1923 och idag förvaltas det av Historic Scotland. Genom åren har slottet besökts av kungligheter såsom Maria av Guise och Jakob IV.